# Rien qu'un violoneux

Rien qu'un violoneux (Kun en Spillemand) est le troisième des six romans écrits par Hans Christian Andersen. Il a été publié en 1837.
Ce roman a été traduit en français en 1927 par Anne-Mathilde et Pierre Paraf, puis en 1995 par Régis Boyer pour la parution des œuvres complètes d'Andersen dans la Bibliothèque de la Pléiade.